# ホアキン・ロドリーゴ
ホアキン・ロドリーゴ・ビドレ（Joaquín Rodrigo Vidre スペイン語: [xoaˈkin roˈðɾiɣo], 1901年11月22日 - 1999年7月6日）は、スペインの作曲家。
幼児期に失明したにもかかわらず、芸術家として大成した。数々の作品を通じてクラシック・ギターの普及に功があったとされ、とりわけ『アランフエス協奏曲』はスペイン近代音楽ならびにギター協奏曲の嚆矢とみなされている。本人はピアニストであり、ギターは演奏しなかった。

## 生涯
スペインのバレンシア州のサグントに生まれる。3歳のころに悪性ジフテリアにかかり、視覚障害者となり視力を失う。8歳でピアノとヴァイオリンの学習を始める。地元バレンシアでフランシスコ・アンティチに、パリのエコール・ノルマル音楽院でポール・デュカスに作曲を師事。短期間スペインに帰国した後、パリに舞い戻って音楽学を初めモーリス・エマニュエルに、その後はアンドレ・ピロに師事。1924年に管弦楽曲『子どものための5つの小品』によりスペイン国家賞を授与される。1933年1月にバレンシアにてトルコ人ピアニストのビクトリア・カムヒと結婚し、一女のセシリア（1941年1月27日 - ）を儲ける。1947年よりマドリード総合大学の哲学科・文学科の教授として音楽史を担当した。
代表作のアランフエス協奏曲は1939年にパリにおいて、クラシック・ギターの独奏と管弦楽のために作曲された。親しみやすい中間楽章の「アダージョ」は、20世紀のクラシック音楽としては最も有名な楽曲のひとつとなっており、マイルス・デイヴィスが1960年にLP「スケッチ・オブ・スペイン」の中核として取り上げるなど、様々な編曲によって広く知られている。この作品の成功は、20世紀におけるギター協奏曲の創作に先鞭をつけたとともに、その後のジェームズ・ゴールウェイやジュリアン・ロイド・ウェバーからロドリーゴへの協奏曲の依嘱につながることとなった。
1954年にアンドレス・セゴビアの依嘱により、『ある貴紳のための幻想曲』を作曲。『アンダルシア協奏曲』はセレドニオ・ロメロから、3人の息子と共演できる作品を打診されて創られた作品である。
1991年にスペイン国王ファン・カルロスより貴族に列せられ、「アランフエス庭園侯（ Marqués de los Jardines de Aranjuez ）」の爵位を授かった。1996年には、スペイン国民にとって最高の名誉を意味するアストゥリアス王太子賞を授与されたほか、1998年にはフランスの芸術文化勲章を獲得した。
1999年7月6日、マドリードにて老衰のため死去。97歳没。ビクトリア夫人とともにアランフエスの墓地に永眠している。生前は後進の育成にも力を入れ、中国の女性ギタリストスーフェイ・ヤンのマドリードでのデビューリサイタルに出席した。亡くなる半年前には、テレビ番組の収録を通じ、当時パリに在住していたギタリスト村治佳織が訪れて彼が作曲した曲を数曲披露した。

## 主要作品一覧

### 協奏的作品
- ピアノと管弦楽のための『旅芸人』 Juglares （1923年作曲、1924年バレンシア初演）
- ギターと管弦楽のための『アランフエス協奏曲』 Concierto de Aranjuez （1939年）
- ピアノと管弦楽のための『英雄的協奏曲』 Concierto heroico （1943年）
- ヴァイオリンと管弦楽のための『夏の協奏曲』 Concierto de estío （1944年）
- チェロと管弦楽のための『ギャラント様式による協奏曲』 Concierto en modo galante （1949年）
- ハープと管弦楽のための『セレナータ協奏曲』 Concierto serenata （1954年）
- ギターと管弦楽のための『ある貴紳のための幻想曲』 Fantasía para un gentilhombre （1954年）
- ハープと管弦楽のためのセビーリャ幻想曲『ヒラルダの調べ』 Sones en la Giralda （1963年）
- 4台のギターと管弦楽のための『アンダルシア協奏曲』 Concierto Andaluz （1967年）
- 2台のギターと管弦楽のための『マドリガル協奏曲』 Concierto madrigal （1968年）
- フルートと管弦楽のための『田園風協奏曲』 Concierto pastoral （1978年）
- チェロ協奏曲『ディヴェルティメント風』 Concierto como un divertimento （1978年–1981年）
- ギターと管弦楽のための『宴の協奏曲』 Concierto para una fiesta （1982年）
- ヴァイオリンと弦楽合奏のための『歌』 Canconeta
- ピアノ協奏曲 Concierto para piano y orquesta （1996年、英雄的協奏曲の改作。ホアキン・アチュカロに献呈）

### 管弦楽曲
- 管弦楽組曲『ソレール賛歌』 Soleriana （1953年8月22日 ベルリン初演、ベルリン・フィルハーモニー管弦楽団の演奏による）
- 交響詩『遙かなるサラバンドとビリャンシーコ』 Zarabanda lejana y villancio （1926年-1930年）
- 交響詩『青い百合のために』 Per la flor del lliri blau （1934年）
- 交響詩『庭園の音楽』 Música para un jardín （1923年-1957年）
- 交響詩『彼方なる世界を求めて』 A la busca del más allá （1976年）
- カスタネットとタンバリン Palillos y panderetas
- 子どものための5つの小品 Cinco Piezas Infantiles （原曲は同名の連弾曲）

### 吹奏楽
- Homenaje a la Tempranica （1939年）
- 吹奏楽のためのアダージョ Adagio Para Orquesta de Instrumentos de Viento （1966年ピッツバーグ初演）
- Pasodoble para Paco Alcalde （1975年）
- 青い百合のために （同名の交響詩の編曲、1984年）

### ギター曲
- 3つのスペイン風小品 Tres piezas españolas
  1. ファンダンゴ Fandango
  2. パッサカリア Passacailla
  3. サパテアード Zapateado
- 2つの前奏曲 Two Preludes
- スペインの田園で Por los campos de España
  1. 小麦畑で En los trigales
  2. オリーブの木立を縫って Entre olivares
  3. 丘を下って Bajando de la meseta
- スペイン風ソナタ Sonata a la española
- 祈りと踊り Invocación y Danza （1961年） (ORTF)
- ギターのための牧歌 Elogio de la guitarra （1971年）
- 3つの小品 Tres pequeñas piezas
  1. もう羊飼いたちは行ってしまう Ya se van los pastares
  2. サンティアゴへの道 Por caminos Santiago
  3. セビーリャの子供たち Pequeñas sevillanas

### ピアノ曲
- 朱色の塔の影で A l'ombre de Torre Bermeja
- 牧歌 Pastoral
- 郷愁の前奏曲 Preludio de anoranza
- バガテル Bagatela
- 別れのソナタ（ポール・デュカスの墓のための讃歌） Sonada de adios
- スペイン風セレナーデ Serenata espanola
- 遙かなるサラバンド Zarabanda lejana
- 一番鶏の声を模した前奏曲 Preludio al gallo mananero
- 物売りの声を模したトッカータとカスティーリャ風ソナタ 5 Sonatas de Castilla, con Toccata a modo de Pregon
  - トッカータ
  - ソナタ第1番 嬰ヘ短調
  - ソナタ第2番 嬰ヘ短調
  - ソナタ第3番 ニ長調
  - ソナタ第4番 ロ短調
  - ソナタ第5番 イ長調
- ピアノ組曲
  1. 前奏曲 Prelude
  2. シシリエンヌ Sicilienne
  3. ブレー Bourree
  4. メヌエット Menuet
  5. リゴードン Rigaudon
- 4つのピアノ曲 4 Piezas
  1. チュエカ賛歌「カレセーラス」 Caleseras: Homenaje a Chueca
  2. 安宿のファンダンゴ Fandango del ventorrillo
  3. カスティーリャ王女の祈り Plegaria de la Infanta de Castilla
  4. バレンシア舞曲 Danza valenciana
- 4つのアンダルシアの版画 4 Estampas Andaluzas
  1. ニシン売り El vendedor de chanquetes
  2. グワダルキビル川の夕暮れ Crepusculo sobre el Guadalquivir
  3. 悪魔のセギディーリャ Seguidillas del diablo
  4. カディスの小舟 Barquitos de Cadiz
- 16世紀の5つの小品 5 Piezas del siglo XVI
  1. アントニオ・デ・カベソン作曲『「騎士の歌」によるディフェレンシアス』 Diferencias sobre 'El Canto del Caballero’(Antonio de Cabezon)
  2. ルイス・デ・ミラン作曲『パバーナ』 Pavana (Luis de Milan)
  3. ルイス・デ・ミラン作曲『パバーナ』 Pavana (Luis de Milan)
  4. エンリケス・デ・バルデラバーノ作曲『パバーナ』 Pavana (Enriquez de Valderrabano)
  5. アロンソ・ムダーラ作曲『「ルドヴィコのハープ」を模した幻想曲』 Fantasia que contrahace la harpa de Ludovico (Alonso Mudarra)
- セシリアのアルバム（小さな手のための6つの作品）El Album de Cecilia (6 Piezas para manos pequenas)
  1. ロスレイエスのマリア（セビリャーナ） Maria de los Reyes (Sevillanas)
  2. ホタ風に（ラス・パロマスのホタ） A la jota: Jota de las palomas
  3. 金髪の妖精の歌 Cancion del hada rubia
  4. 褐色の妖精の歌 Cancion del hada morena
  5. 黒人ペポ El negrito Pepo
  6. ベツレヘムのロバ Borriquillos a Belén
- 2つの子守唄 2 Berceuses
  - 春の子守唄 Berceuse de Printemps
  - 秋の子守唄 Berceuse d'Automne

### 4手ピアノのための作品
- 子どものための5つの小品 5 Piezas Infantiles
  1. 通り過ぎる子供たち Son Chicos que pasan
  2. 物語りの後で Despues de un cuento
  3. マズルカ Mazurka
  4. お祈り Plegaria
  5. 最後のやんちゃ Griteria final
- 2つの人形のためのソナチネ Sonatina para 2 muñecas
  1. Empieza el dia
  2. Alegres peripecias
  3. Recogimiento
  4. Vuelta del cole
- 次官たちの大行進曲 Gran Marcha de los Subsecretarios
- 黄昏 Atardecer

### 声楽曲・合唱曲
- 青いユリのために Per la flor del Lliri Blau (1934年）
- Ausencias de Dulcinea (1948年）
- Tres viejos aires de danza (1994年）
- Villancicos y canciones de navidad (1952年）